# آنا فريمان
آنا فريمان (بالإنجليزية: Anna Freeman)‏ هي موسيقية وبروفيسورة أسترالية، ولدت في 1954.